# 상하이시티
상하이시티(Shanghai City)는 미국 일리노이주 워런군의 비법인지구이다. 상하이시티는 알렉시스에서 동-남동쪽으로 4.8킬로미터 지점에 위치한다.
이 지구의 원래 이름은 아이오니아(Ionia)였다. 현재의 이름은 한때 닭싸움에 흔히 사용된 공격적인 수탉인 상하이수탉에서 비롯된 것이다. 1850년대에 거주민 수가 250명에 정점을 찍었고, 당시 하나의 수레공장을 포함한 일부 사업체에 불과할 정도였다. 인구 수는 20세기부터 꾸준히 감소하여 1978년 토네이도 이후 그 수가 6개의 집과 학교 건물로 감소했다.